# Тврђава Ново Брдо
Ново Брдо је тврђава у Србији која се налази 20km источно од Приштине односно 30—35 km северно од Гњилана код истоименог насеља. Подигнута је на усамљеном, само са истока приступачном, врху (1.124m нмв) Мале планине у међуречју Прилепнице, Новобрдске реке и Криве реке које су леве притоке Биначке Мораве.
За проучавање утврђења, средњовековног града и урбанизације у српским земљама средњег века, Ново Брдо има значај првог реда и представља археолошки доказ економског напретка Србије тог доба.

## Настанак тврђаве
Тврђава је подигнута почетком 14. века са циљем заштите богатог рудног подручја у коме се експлоатисало гвожђе, олово, сребро и злато и које од средине 14. века (од 1349. године кује сопствени сребрни новац) постаје најзначајнији рудник у Србији, а свој врхунац достиже у доба деспотовине када су Новобрдски рудници деспоту Ђурaђу (1427—1456) годишње доносили према различитим изворима 50.000,120.000 или чак 200.000 златних дуката. Околина тврђаве је препуна остатака насеља и рудника из тог доба, а прилаз целом подручју је био додатно заштићен утврђењима Призренцем и Прилепцем који су штитили најлакши прилаз новобрдској области са југа, из долине Биначке Мораве. Сама тврђава се састоји од Горњег Града у облику неправилног шестоугла на врху брда и Доњег Града који се лепезасто шири низ падину ка западу, а цео град је био заштићен сувим шанцем са северне и западне стране. Утврђење је своју снагу показало током више османлијских опсада, поготово током двогодишње опсаде (1439—1441) у време када српска деспотовина више није постојала.
Са естетске стране Ново Брдо се истиче употребом мркоцрвене брече која је обликована у правилне квадере који су коришћени за израду углова кула и пролазе капија за разлику од остатка утврђења која израђена од обичног сивог камења (највише кречњака). Посебну лепоту новобрдском утврђењу даје велики крст на западној кули Горњег Града изведен у мркоцрвеној бречи који представља симбол тврђаве. Данас је цео простор некадашње тврђаве у рушевинама, али и поред тога остаци кула сведоче о његовој монументалности и некадашњем богатству.
Посебан проблем новобрдске тврђаве представљају стални покушаји да се у њој пронађе закопано благо чиме се уништавају вредни археолошки слојеви, а овај проблем је додатно појачан после доласка УНМИКа и КФОРа у јужну српску покрајину пошто су у неколико наврата на простору тврђаве аматерска ископавања вршили и припадници пољских снага из редова УНМИК-а.

## Страни називи
Као велики рударски центар на Балканском полуострву, Ново Брдо се појављивало и у страним изворима са краја средњег века који су изведени од српског назива:
Иван Јастребов наводи податак да се Ново Брдо звало и Иванов град и Ирваново брдо и Ирваноград. Могуће је да је касније дошло до скраћења назива, па је од Ирваново брдо остало само Ново Брдо.

## Изглед Новобрдског утврђења
Новобрдско утврђење чини два дела:
- Горњи Град
- Доњи Град

са укупно 8(6+2) четвороуглих кула,3(2+1) капије и великим сувим шанцем око већег дела утврђења (од северног темена Горњег Града преко северног темена Доњег Града до јужног темена Доњег Града), а унутар утврђења се налази и извор питке воде. Ван градских бедема на исток и југоисток се шири пространо подграђе.

### Горњи Град
Горњи Град представља новобрдску цитаделу и има облик скоро правилног шестоугла који је на истоку спљоштен, тако да скоро да поприма изглед петоугла са скоро равном страном окренутом ка споља односно ка правцу којим се најлакше прилази утврђењу. На средини тог спљоштеног дела се налази велика правоугаона четворострана Донжон кула. Наспрам ње се у западном темену налази правоугаона тространа кула са крстом мркоцрвене цигле окренутим ка Доњем Граду и западу, док се у преосталим теменима налази по једна квадратна тространа кула. У њега се улази кроз пешачку капију у бедему између куле са крстом и куле јужно од ње. Дужина Горњег Града(правац север-југ) износи 50m, док му је ширина 45m.

### Доњи Град
Доњи Град представља новобрдско утврђено насеље и има облик издуженог четвороугла (180m x 95m(од тога 45m отпада на Горњи Град)) који спљоштен са бокова (исток-запад), тако да уместо четири темена има само два у којима се налази по једна кула, док се на месту преостала два налазе лучни бедем (запад) односно Горњи Град(исток). У њега се улази кроз колску капију смештену у југоисточном бедему уз јужну кулу Горњег Града. Поред ње, у североисточном бедему, недалеко од северне куле Доњег Град се налази пешачка капија која се користи за изненадне испаде из утврђења током опсаде.

### Куле
Ново Брдо поседује 8 кула, 6 у Горњем и 2 у Доњем Граду:
1. је правоугаона четворострана кула, источно теме Горњег Града, градски Донжон.
2. је квадратна тространа кула, северно теме Горњег Града, од ње почиње североисточни бедем Доњег Града.
3. је квадратна тространа кула, северозападно теме Горњег Града.
4. је правоугаона тространа кула, западно теме Горњег Града.
5. је квадратна тространа кула, југозападно теме Горњег Града.
6. је квадратна тространа кула, јужно теме Горњег Града.
7. је полигонална тространа кула, северно теме Доњег Града.
8. је полигонална тространа кула, јужно теме Доњег Града.

### Капије
Ново Брдо поседује 3 капије, 1 у Горњем и 2 у Доњем Граду:
1. је лучно засведена пешачка капија, смештена у западном бедему Горњег Града између западне куле са крстом и југозападне куле.
2. је велика колска капија са рампом, смештена уз јужну кулу Горњег Града.
3. је лучно засведена пешачка капија, смештена у североисточном бедему Доњег Града, близу северне куле.

### Цркве
У склопу рударског насеља Ново Брдо постоји 7 православних и 2 католичке цркве, од којих су најзначајније:
- православна црква светог Николе, коју су користили Срби православне вероисповести, која је била саборна градска црква.[3][4]
- католичка црква тзв. Сашка црква, коју су користили Саси и Дубровчани (смештена код данашњег насеља Бостане).

## Прошлост тврђаве
Ново Брдо је настало током првих година владе краља Милутина (1282—1321). Постало је једна од најважнијих насеобина немачких рудара Саса (они су Ново Брдо звали Nyeuberghe), а по њима се звало и Сашко Место. Оно се први пут у историјским изворима јавља 1326. године, као већ познато рударско и трговачко средиште, у коме су Дубровчани водили трговину и држали царину.
Османлије су први пут опселе Ново Брдо 1412. године, али су после дуже опсаде морали да се повуку. После тога они своје акције у новобрдском крају усмеравају на пресретања дубровачких каравана и важних прилаза граду. Током првог слома српске деспотовине 1439. године, Османлије су отпочеле са опсадом тврђаве која се окончала предајом 27.06. 1441. године, после двогодишње опсаде током које су се становници Новог Брда упорно бранили, иако Србија више од годину дана није постојала и налазила се под османлијском окупацијом. Освајачи су га потом опљачкали и спалили. После успешног крсташког похода који је током 1443. и 1444. године продро до данашње Софије, Српска деспотовина је обновљена тзв. Сегединским миром и Ново Брдо је без борбе враћено деспоту Ђурђу. У склопу вазалних обавеза деспота Ђурђа према османском султану, један одред коњаника и одељење копача тунела из Новог Брда су послати да Мехмету II (1451—1481) као испомоћ током његовог напада на Цариград који се окончао 29.05. 1453. године заузимањем града током кога је у борбама погинуо последњи византијски цар Константин Драгаш (1449—1453) и сломом Византије. Међутим већ наредне године Османлије нападају Ново Брдо и уз помоћ тешке артиљерије приморавају опсађене да се 01.06. 1455. године предају, што је у својим „Јаничаревим успоменама“ описао становник Новог Брда Константин из Островице.
Током Османлијске управе настављена је експлоатација околних рудника, а од 17. века се обнавља ковање новца у тврђави за султана Мурата IV (1623—1640). Током великог аустријског продора на Балканско полуострво, Пиколомини уз помоћ локалних српских устаника заузима 1686. године Ново Брдо, али оно после само годину дана бива напуштено и локални Срби под вођство патријарха Арсенија III Чарнојевића (1672—1706) се селе у Аустријско царство у тзв. великој сеоби Срба. После тога је престала екплатација новобрдских рудника, а сама тврђава са околним насељима је запустела.

## Живот у Новом Брду
Ново Брдо је била варош разбијенога типа, огромно рударско насеље, подграђе Новог Брда, у коме је био трг (mercatum). У њему се живело по статуту (закону) града Новог Брда. Његове трговачке везе су прелазиле границе Балканског полуострваа, поготово на западу, преко Јадрана, до Италије и даље. За све то је било заслужно огромно рудно богатство Новог Брда, које је било једно од најчувенијих места онога доба (види:Новобрдско-копаоничко рударско подручје). Подграђе се спуштало и до Криве Реке (која се онда звала Тополница) и Прилепнице, а прилазе њему бранили су градови Призренац и Прилепац.
Саски валтурци (рупници, рудари) су били главни рудари, а осим Дубровчана и других на тргу су трговали и саски пургари (грађани). Саси су имали свој суд од грађана, своје нотаре и урбураре (за књижење рударског десетка), своје цркве, и због свог напредног рударства у Новом Брду толико су били чувени, да су их одатле у  и 15. веку позивали у Италију и Шпанију.
Новобрдски рудници били су у 15. веку нарочито познати по производњи гламског сребра (argentum de glama). Ова врста сребра садржала је у себи и до 33% злата. Дубровачки трговци настојали су да овакву руду откупе по цени обичног сребра, како би сами рафинирали злато и тако стекли огромну добит. Према проценама историчара из новобрдских рудника се добијало годишње и по 5 до 6t сребра. Француски путник Бертрандон де ла Брокијер је пролазећи 1433. године кроз Србију, истакао да српски деспот добија годишње 200.000 дуката прихода из овог богатог рудника. Према његовој процени без тих средстава деспот Ђурађ Бранковић (1427—1456), би одавно био прогнан из своје земље.
У време турске најезде, тадашњи липљански митрополити су све чешће боравили управо у Новом Брду, пошто је ова тврђава била најбезбедније место на подручју њихове епархије. Управо по граду Новом Брду, Липљанска епархија је понекад називана и Новобрдском.